# Custoza
Custoza (pron. /kuˈstɔddza/, Custoxa in veronese) è una frazione del comune di Sommacampagna (VR) di circa 1 200 abitanti.

## Geografia fisica
L'abitato sorge sulle ultime propaggini dell'anfiteatro morenico del Garda, nei pressi del fiume Tione, a breve distanza dalla Pianura Padana e dall'asse viario della via Postumia. Custoza è situata circa ad eguale distanza da Sommacampagna, Valeggio e Villafranca.

## Storia
Custoza è nota per essere stata teatro di due importanti battaglie risorgimentali, che videro in entrambi i casi la sconfitta dell'esercito piemontese prima e italiano poi ad opera dell'Impero austriaco:
- il 25 luglio 1848 il generale Radetzky sconfisse l'esercito del re Carlo Alberto di Savoia;
- il 24 giugno 1866 l'Arciduca Alberto d'Asburgo-Teschen sconfisse il Regio Esercito italiano, guidato dal generale Alfonso La Marmora. L'esercito austriaco subì la perdita di 7 956 unità (su 75 000 effettivi) contro le 7 391 perdite dell'esercito italiano (su 50 000 effettivi).

A ricordo di tali episodi bellici sorge un ossario nei pressi del paese, il quale, inaugurato da Amedeo di Savoia duca d'Aosta il 24 giugno del 1879, contiene le spoglie di tutti i soldati morti durante le suddette battaglie delle Guerre d'indipendenza italiane.
Storico personaggio legato alla località e a quegli eventi, celebrato dal De Amicis, è il Tamburino sardo, che, secondo il racconto narrato nel libro Cuore, corse giù dalle colline di Custoza per chiamare i rinforzi.

## Economia

### Agricoltura
La località dà il nome ad un vino DOC, il bianco di Custoza (con una produzione annua di circa 100000 hl) e a una varietà di broccolo, il broccoletto di Custoza.